# 水野祐 (歴史学者)
水野 祐（みずの ゆう、1918年7月25日 - 2000年8月28日）は、日本の古代史学者。早稲田大学名誉教授。

## 略歴
1918年、東京生まれ。本名・水野正圀。石坂家の長男として生まれるが、母方の水野家の養子に入る。
東京府立第二中学校（現・東京都立立川高等学校）、第一早稲田高等学院を卒業。早稲田大学文学部史学科国史専攻で日本古代史と文化人類学を学び、1941年に卒業。1946年4月、復員。
1972年、文学博士。早稲田大学文学部教授を経て、1989年、定年、名誉教授となる。日本古代史について一般向け著書を多くなした。著作集全10巻がある。
門下生に金鉉球など。

## 業績
『日本古代王朝史論序説』（1952年初版、1954年増訂版）において万世一系を否定し、日本の古代王朝は単一王朝ではなく、古王朝（先王朝と崇神王朝（崇神 - 仲哀））・中王朝（仁徳王朝（応神 - 雄略）と後仁徳王朝（飯豊））・新王朝（継体王朝）の三王朝が交替した、とする、いわゆる「三王朝交替論」を提唱した。また1953年の論文「神武天皇東征伝説考」（『史観』第39号、のち『日本古代の民族と国家』大和書房、に再録）において、神武東征は史実ではなく、神武天皇は天武天皇をモデルにして創作された架空の人物であると主張し、以後の古代史研究に大きな影響を与えた。

## 著書
- 『聚落史上の八王子』三多摩新聞社 多摩論叢 1951年
- 『日本古代王朝史論序説』私家版 1952年 増訂版 小宮山書店 1954年
- 『教養史学提要』稲門堂 1955年
- 『日本民族の源流』雄山閣 1960年
- 『日本民族』至文堂（日本歴史新書） 1963年
- 『出雲国風土記論攷』早稲田大学古代史研究会（日本古代史研究叢刊） 1965年 東京白川書院 1983年
- 『日本古代国家 倭奴国・女王国・狗奴国』紀伊国屋書店（紀伊国屋新書） 1966年
- 『日本古代の国家形成 征服王朝と天皇家』講談社〈講談社現代新書 128〉、1967年10月16日。NDLJP:2972551。(要登録)
- 『勾玉』学生社 1968年
- 『日本国家の成立 古代史上の天皇』講談社現代新書 1968年
- 『日本民族文化史』雄山閣 1970年
- 『日本神話教育論』帝国地方行政学会 1971年
- 『出雲神話』八雲書房 1972年
- 『古代の出雲』吉川弘文館（日本歴史叢書） 1972年
- 『高句麗壁画古墳と帰化人』雄山閣歴史選書 1972年
- 『日本古代の民族と国家』大和書房（日本古代文化叢書） 1975年
- 『古代の出雲と大和』大和書房（日本古代文化叢書） 1975年
- 『古代社会と浦島伝説 上（第1部 浦島伝説の歴史的形成）』雄山閣出版 1975年
- 『古代社会と浦島伝説 下（第2部 伊勢神宮の創祀と古代漁撈文化）』雄山閣出版 1975年
- 『大和の政権』教育社（歴史新書） 日本史 1977年
- 『浦島伝説の探求』産報（サンポウ・ブックス 日本伝説シリーズ） 1977年
- 『羽衣伝説の探求』産報（サンポウ・ブックス 日本伝説シリーズ） 1977年
- 『天皇家の秘密』山手書房 1977年
- 『日本人の歴史』講談社現代新書 1978年
- 『古代王朝99の謎 血塗られた大王位争奪戦』サンポウジャーナル（サンポウ・ブックス） 1978年
- 『日本古代史研究法』雄山閣出版（古代史選書） 1983年
- 『古代王朝99の謎 血塗られた王位争奪戦』角川文庫 1985年
- 『評釈魏志倭人伝』雄山閣出版 1987年
- 『入門・古風土記 上（常陸国風土記、播磨国風土記、畿内・高志・東山・東海道諸国の逸文）』雄山閣出版 1987年
- 『入門・古風土記 下（出雲国風土記、豊後国風土記、肥前国風土記、山陰・山陽・南海・西海道諸国の逸文)』雄山閣出版 1987年
- 『自註万葉小曲四方寿』早稲田大学出版部 1989年
- 『古代王朝の謎を解く「68の鍵」 倭国から日本への大王位争奪戦史!!』ベストセラーズ（ワニ文庫 歴史文庫） 1992年
- 『逆説の日本古代史 イラスト・チャートでわかる 古事記・日本書紀だけではわからない日本原像の真実!』ベストセラーズ 1992年
- 『水野祐著作集』全10巻、早稲田大学出版部
1 日本古代王朝史論序説 新版 1992年
2-3 日本古代王朝史論各説 1992年-1993年
4-5 非情の世紀 壬申の乱外史 1993年-1994年
6 日本史概説 1996年
7 通論日本古代史 1（打礫時代篇） 1997年
8 通論日本古代史 2（土器時代篇） 1997年
9 通論日本古代史 3（使譯時代篇） 1998年
10 通論日本古代史 4（倭国時代篇・律令時代篇） 1999年
- 『大和王朝成立の秘密 古代日本を統一したのはだれか!』ベストセラーズ（ワニ文庫 歴史文庫シリーズ） 1992年
- 『大和王朝終焉の秘密 継体朝統一から蘇我独裁体制の興亡史!』ベストセラーズ（ワニ文庫 歴史文庫シリーズ） 1992年
- 『日本史の黎明』同成社 1993年
- 『日本古代史誕生の舞台』同成社 1993年
- 『日本神話を見直す』学生社 1996年

### 共編著
- 『謎の四世紀』北村文治共編 毎日新聞社 1974年
- 『空白の古代史 海・陸・山・道の視点から』森浩一共著 社会思想社 1980年
- 『伝説の神国出雲王朝の謎』高橋克彦ほか共著 ベストセラーズ（ワニ文庫 歴史マガジン文庫） 1992年